# 유니포인트
주식회사 유니포인트(영어: Unipoint)는 대한민국의 금융기술 기업이다.